# Vanoverberghia diversifolia
Vanoverberghia diversifolia là một loài thực vật có hoa trong họ Gừng. Loài này được Adolph Daniel Edward Elmer miêu tả khoa học đầu tiên năm 1915 dưới danh pháp Vanoverberghia diversifolium. Năm 1919, tác giả này chuyển nó sang chi Alpinia với danh pháp Alpinia diversifolia, nhưng không giải thích lý do.
Nghiên cứu năm 2019 của Docot et al. phục hồi vị trí của nó trong chi Vanoverberghia.

## Từ nguyên
Tính từ định danh loài là đề cập đến kích thước lá biến động khác nhau của nó.

## Phân bố
V. diversifolia là loài đặc hữu đảo Luzon, Philippines; cụ thể là trong các tỉnh Aurora, Benguet, Quezon. Loài này sinh sống ở các khe núi nhiều bóng râm và ven suối ở cao độ 100–1100 m (330-3.610 ft). Các tên gọi thông thường tại Philippines: kagda-opot (tiếng Igorot), buntotpusa hay oplay (tiếng Tagalog).

## Mô tả
Cây thân thảo sống trên cạn thành cụm lỏng lẻo. Thân rễ có bề ngang 10–12 mm, màu lục ánh đỏ, vảy mỏng, màu nâu. Chồi lá cong, thân giả dài 1–1,5 m, thon tròn, gốc hình củ hành; bẹ lá có lông tơ, màu xanh lục; lưỡi bẹ hai thùy, màu nâu ánh lục, các thùy hình trứng, 1–1,5 × 3–5 mm, có lông tơ, đỉnh thuôn tròn; cuống lá dài 0,5–1 mm (gần không cuống); phiến lá thuôn dài, 18–20 × 6,5–8 cm, hơi uốn nếp, nhẵn nhụi cả hai mặt ngoại trừ phần gốc và gân giữa mặt dưới có lông tơ, như da và màu xanh lục đậm ở mặt trên, mặt dưới nhạt hơn, đáy tù, mép nguyên và có lông tơ, đỉnh hình đuôi, chóp dạng lông roi dài 8–15 mm. Cụm hoa dài 10–25 cm; cuống cụm thon tròn, dài 3–4 cm, có lông tơ, màu xanh lục, đối diện một lá bắc bền; cán hoa thon tròn, dài 8–20 cm, có lông tơ, màu xanh lục; cuống hoa thon tròn, dài 7–10 mm, có lông tơ, màu xanh lục; lá bắc hoa có mo, hình ống ở gốc, 13–15 × 4–7 mm khi dẹt, màu nâu, đỉnh nhọn và có lông tơ; nụ hoa giống vuốt; hoa sắp xếp lỏng lẻo dọc cán hoa, màu trắng; đài hoa có mo, chẻ bên tới gốc, 37-40 × 7–10 mm, nhẵn nhụi, màu xanh lục, có góc tới 90° so với trục của hoa, đỉnh nhọn và có lông tơ; ống tràng dài 2–2,5 cm, nhẵn nhụi, màu trắng; thùy tràng ở lưng thẳng-thuôn dài, 33–40 × 5–8 mm, nhẵn nhụi, màu trắng, mép trắng mờ, đỉnh thuôn tròn và có nắp; các thùy tràng bên thẳng-thuôn dài, 18–22 × 3–5 mm, nhẵn nhụi, màu trắng, mép trắng mờ, đỉnh thuôn tròn và có nắp; cánh môi hợp sinh tại gốc của các thùy tràng bên, phần tự do che đôi, các thùy hình giùi, 30–35 × 1–1,5 mm, màu trắng, đáy nhẵn nhụi, đỉnh nguyên và nhọn; nhị lép bên hình chỉ, dài 1,5–2 cm, có lông tơ, màu trắng; chỉ nhị bao quanh vòi nhụy gần một nửa chiều dài của nó phía trên cánh môi, 27–30 × 3–3,5 mm, có tuyến, màu trắng; bao phấn thẳng, 15-17 × 4–5 mm, màu kem, không mào; vòi nhụy dài 3,7–4 cm, có lông tơ, màu trắng; đầu nhụy hình chén, rộng 1–2 mm, màu trắng, lỗ nhỏ hình elip, mép có lông tơ; các tuyến trên bầu bị nén ép, gần hình cầu, 1,6-2 × 1-1,2 mm; bầu nhụy gần hình cầu, 18–20 × 4–5 mm, có lông tơ, màu xanh lục. Quả hình elipxoit đến gần hình cầu, 12-15 × 15–17 mm, màu xanh sẫm khi thuần thục, có lông tơ, đài hoa bền. Hạt gần hình cầu, màu nâu với áo hạt màu trắng. Ra hoa tháng 11-1 năm sau, nhưng một ít cây có thể nở hoa tháng 2-4, trùng với mùa tạo quả.

## Sử dụng
Phần gốc hình củ hành của thân giả cũng được báo cáo là được người Igorot sinh sống ở Sablan, Benguet dùng làm thức ăn.